# Kap Morse
Kap Morse ist ein niedriges, vereistes Kap, das die Ostseite der Einfahrt zur Porpoise Bay sowie die Grenze zwischen der Banzare-Küste und der Clarie-Küste des ostantarktischen Wilkeslands markiert.
Kartiert wurde das Kap anhand von Luftaufnahmen der United States Navy, die bei der Operation Highjump (1946–1947) entstanden. Das Advisory Committee on Antarctic Names benannte es nach William H. Morse, Bediensteter des Zahlmeisters der Porpoise bei der United States Exploring Expedition (1838–1842) unter der Leitung von Charles Wilkes.